# Thomas Weller
Pour les articles homonymes, voir Weller.
Thomas Huckle Weller, né le 15 juin 1915 à Ann Arbor dans le Michigan aux États-Unis et décédé le 23 août 2008 à Needham dans le Massachusetts, est un microbiologiste américain. Il reçoit le prix Nobel de médecine en 1954.

## Biographie
En 1932, il entre à l'Université du Michigan pour des études de zoologie médicale et microbiologie. En 1936, il fait des études de médecine avec John Enders à l'université Harvard où il obtient son diplôme en 1940.
Il est médecin militaire durant la Seconde Guerre mondiale, atteignant le grade de Major. En 1947, il rejoint Enders dans une unité de recherches sur les maladies infectieuses de l'hôpital pour enfants de Boston. En 1949, il est professeur associé de médecine tropicale à Harvard.
En 1954, il est corécipiendaire du prix Nobel de médecine avec Frederick Robbins et John Enders pour leurs travaux sur l'isolation et les méthodes de culture du poliovirus.
De 1953 à 1959, il est directeur d'études épidémiologiques sur les maladies parasitaires des forces armées américaines.
De 1954 à 1981, il est à la tête du département de santé publique tropicale de Harvard.
En 2004  il publie une autobiographie : Weller, Thomas H., Growing pathogens in tissue cultures. Fifty years in academic tropical, medicine, pediatrics, and virology, Science History Publishers, Canton, Mass. 

## Apport scientifique
Les recherches de Thomas Weller portent sur l'utilisation des techniques de culture cellulaire pour l'étude des maladies parasitaires et virales.
En parasitologie, ses travaux portent essentiellement sur la bilharziose, la trichinose et la toxoplasmose.
En virologie, il montre la possibilité de cultiver le poliovirus sur culture cellulaire en 1949 (prix Nobel en 1954). En 1952, il isole le virus de la varicelle, et en 1958 démontre qu'il est le même que celui du zona (virus varicelle-zona) . En 1957, il participe à l'isolement du cytomégalovirus, et en 1962 à celui de la rubéole. Il travaille aussi sur les virus Coxsackie.
Il est membre de nombreux comités scientifiques de l'OMS, de l'organisation panaméricaine de la santé, et de la fondation Rockfeller.